# Israele al Junior Eurovision Song Contest
L'Israele ha partecipato 3 volte dal suo debutto nel 2012. La rete che cura le varie partecipazioni è l'IBA. Si ritirano nel 2013, ma ritornano nella competizione nel 2016, dopo 3 anni d'assenza, per poi ritirarsi nuovamente nel 2017.
Con la nuova tv di stato l'IPBC, ritorna a gareggiare nel 2018, sulla scia della vittoria all'Eurovision Song Contest, per poi ritirarsi nuovamente nel 2019.

## Partecipazioni
- Primo posto
- Secondo posto
- Terzo posto
- Ultimo posto

| Anno                                    | Artista    | Canzone             | Lingua                            | Posizione | Posizione |
| Anno                                    | Artista    | Canzone             | Lingua                            | Finale    | Punti     |
| --------------------------------------- | ---------- | ------------------- | --------------------------------- | --------- | --------- |
| 2012                                    | Kids.il    | Let the Music Win   | Ebraico, francese, inglese, russo | 8º        | 68        |
| Nessuna partecipazione dal 2013 al 2015 |            |                     |                                   |           |           |
| 2016                                    | Shir & Tim | Follow My Heart     | Ebraico, inglese                  | 15º       | 27        |
| Nessuna partecipazione nel 2017         |            |                     |                                   |           |           |
| 2018                                    | Noam Dadon | Children Like These | Ebraico                           | 14º       | 81        |
| Nessuna partecipazione dal 2019 al 2025 |            |                     |                                   |           |           |

## Storia delle votazioni
Al 2018, le votazioni dell'Israele sono state le seguenti: 
Punti dati
| Posizione | Stato               | Punti |
| --------- | ------------------- | ----- |
| 1         | Georgia             | 30    |
| 2         | Armenia             | 24    |
| 3         | Ucraina Paesi Bassi | 23    |
| 5         | Italia              | 21    |

Punti ricevuti
| Posizione | Stato               | Punti |
| --------- | ------------------- | ----- |
| 1         | Ucraina Russia      | 13    |
| 3         | Italia              | 10    |
| 4         | Polonia             | 9     |
| 5         | Paesi Bassi Albania | 8     |